# Чемпионат мира по лыжным видам спорта 1993
Чемпионат мира по лыжным видам спорта 1993 года проходил в городе Фалун (Швеция) с 19 февраля по 28 февраля.
По 4 награды завоевали норвежец Бьорн Дэли (3 золота и 1 бронза) и россиянка Любовь Егорова (1 золото, 1 серебро и 2 бронзы).
29-летний швед Торгни Могрен на втором чемпионате мира подряд выиграл самую престижную дистанцию у мужчин — 50 км. Это стало единственной медалью Швеции на этом чемпионате.
Чех Ярослав Сакала и австриец Андреас Гольдбергер выиграли медали во всех 3 видах программы соревнований по прыжкам с трамплина. Чех завоевал 2 серебра и 1 бронзу, а австриец — 1 серебро и 2 бронзы.

## Лыжные гонки

### Женщины
| Дисциплина и дата                                                          | Золото                                                                         | Серебро                                                                                            | Бронза                                                                                        |
| 15 км — классический стиль 19 февраля                                      | Елена Вяльбе Россия (RUS) 44:49,0                                              | Марья-Лиса Кирвесниеми Финляндия (FIN) 45:39,0                                                     | Марьют Луккаринен Финляндия (FIN) 45:41,9                                                     |
| 5 км — классический стиль 21 февраля                                       | Лариса Лазутина Россия (RUS) 14:07,6                                           | Любовь Егорова Россия (RUS) 14:12,1                                                                | Труде Дюбендаль Норвегия (NOR) 14:18,3                                                        |
| 10 км — свободный стиль Гонка преследования по результатам 5 км 23 февраля | Стефания Бельмондо Италия (ITA) 40:19,0                                        | Лариса Лазутина Россия (RUS) 40:19,4                                                               | Любовь Егорова Россия (RUS) 40:19,7                                                           |
| 30 км — свободный стиль 27 февраля                                         | Стефания Бельмондо Италия (ITA) 1:22:41,3                                      | Мануэла Ди Чента Италия (ITA) 1:22:55,0                                                            | Любовь Егорова Россия (RUS) 1:23:48,3                                                         |
| Эстафета 4х5 км (классический + свободный) 26 февраля                      | Россия (RUS) Елена Вяльбе Лариса Лазутина Нина Гаврылюк Любовь Егорова 54:15,7 | Италия (ITA) · Биче Ванцетта · Мануэла Ди Чента · Габриэлла Паруцци · Стефания Бельмондо · 54:35,1 | Норвегия (NOR) · Труде Дюбендаль · Ингер Хелен Нюбротен · Анита Моэн · Элин Нильсен · 55:09,0 |

### Мужчины
| Дисциплина и дата                                                           | Золото                                                                                    | Серебро                                                                                             | Бронза                                                                                   |
| 30 км — классический стиль 20 февраля                                       | Бьорн Дэли Норвегия (NOR) 1:17:33,6                                                       | Вегард Ульванг Норвегия (NOR) 1:17:55,0                                                             | Владимир Смирнов Казахстан (KAZ) 1:17:55,3                                               |
| 10 км — классический стиль 22 февраля                                       | Стуре Сивертсен Норвегия (NOR) 24:51,6                                                    | Владимир Смирнов Казахстан (KAZ) 24:55,5                                                            | Вегард Ульванг Норвегия (NOR) 24:58,1                                                    |
| 15 км — свободный стиль Гонка преследования по результатам 10 км 24 февраля | Бьорн Дэли Норвегия (NOR) 1:01:45,0                                                       | Владимир Смирнов Казахстан (KAZ) 1:01:45,0                                                          | Сильвио Фаунер Италия (ITA) 1:02:55,5                                                    |
| 50 км — свободный стиль 28 февраля                                          | Торгни Могрен Швеция (SWE) 2:03:36,8                                                      | Эрве Баллан Франция (FRA) 2:04:30,9                                                                 | Бьорн Дэли Норвегия (NOR) 2:05:10,3                                                      |
| Эстафета 4х10 км (классический + свободный) 26 февраля                      | Норвегия (NOR) · Стуре Сивертсен · Вегард Ульванг · Терье Лангли · Бьорн Дэли · 1:44:14,9 | Италия (ITA) · Маурилио Де Зольт · Марко Альбарелло · Джорджо Ванцетта · Сильвио Фаунер · 1:44:24,5 | Россия (RUS) Андрей Кириллов Игорь Бадамшин Алексей Прокуроров Михаил Ботвинов 1:44:27,2 |

## Прыжки с трамплина
| Дисциплина и дата                             | Золото                                                                                           | Серебро | Бронза                                                                                              |
| Трамплин К120 Командное первенство 19 февраля | Норвегия (NOR) · Бьорн Мюрбаккен · Хельге Брендрюен · Эйвинд Берг · Эспен Бредесен · 821,5 балла | Чехия (CZE) · Франтишек Йеж · Иржи Парма · Ярослав Сакала · Словакия (SVK) · Мартин Швагерко · 772,1 балла | Австрия (AUT) · Эрнст Веттори · Хайнц Куттин · Штефан Хорнгахер · Андреас Гольдбергер · 745,4 балла |
| Трамплин К120 Личное первенство 21 февраля    | Эспен Бредесен Норвегия (NOR) 241,4 балла                                                        | Ярослав Сакала Чехия (CZE) 239,1 балла                                                                     | Андреас Гольдбергер Австрия (AUT) 237,6 балла                                                       |
| Трамплин К90 Личное первенство 27 февраля     | Масахико Харада Япония (JPN) 237,8 балла                                                         | Андреас Гольдбергер Австрия (AUT) 231,3 балла                                                              | Ярослав Сакала Чехия (CZE) 228,2 балла                                                              |

В командных соревнованиях Чехия и Словакия выступали совместной сборной, несмотря на то, что в ноябре 1992 года произошло разделение Чехословакии на 2 независимых государства. Это было связано с тем, что отбор на чемпионат мира по лыжным видам спорта сборная Чехословакии проходила ещё до решения о разделении страны.

## Лыжное двоеборье
| Дисциплина и дата                                          | Золото                                                                 | Серебро                                                                                | Бронза                                                                   |
| 15 км — личное первенство по системе Гундерсена 18 февраля | Кэндзи Огивара Япония (JPN)                                            | Кнут Торе Апеланд Норвегия (NOR)                                                       | Тронд Эйнар Элден Норвегия (NOR)                                         |
| 3х10 км — командное первенство 19 февраля                  | Япония (JPN) · Таканори Коно · Масаси Абэ · Кэндзи Огивара · 1:19:25,7 | Норвегия (NOR) · Тронд Эйнар Элден · Кнут Торе Апеланд · Фред Борре Лундберг · +3:46,3 | Германия (GER) · Томас Дюфтер · Йенс Даймель · Ханс-Петер Поль · +8:30,5 |

Победа сборной Японии с преимуществом почти в 4 минуты, за которой последовала их же победа на Олимпиаде-1994 в Лиллехаммере с 5-минутным преимуществом, вынудила Международную федерацию лыжного спорта изменить правила проведения командных соревнований — эстафета стала проводиться в формате 4х5 км, а не 3х10 км, с тем чтобы уменьшить влияние прыжков с трамплина на итоговый результат.